# Mistrovství světa v judu 2010
XXVI. mistrovství světa se konalo v Jojogi National Gymnasium v Tokiu ve dnech 9.-13. září 2010.

## Zajímavosti
- Poprvé od mistrovství světa v roce 1975 mohl jeden stát nasadit do váhové kategorie dva své reprezentanty.

## Program
- ČTV - 09.09.2010 - těžká váha (+100 kg, +78 kg) a polotěžká váha (−100 kg, −78 kg)
- PAT - 10.09.2010 - střední váha (−90 kg, −70 kg) a polostřední váha (−81 kg)
- SOB - 11.09.2010 - polostřední váha (−63 kg) a lehká váha (−73 kg, −57 kg)
- NED - 12.09.2010 - pololehká váha (−66 kg, −52 kg) a superlehká váha (−60 kg, −48 kg)
- PON - 13.09.2010 - bez rozdílu vah

## Výsledky

### Muži
| Kategorie | Zlato                  | Stříbro                 | Bronz                        | Bronz                 |
| --------- | ---------------------- | ----------------------- | ---------------------------- | --------------------- |
| −60 kg    | Rišad Sabirov (UZB)    | Giorgi Zantaraia (UKR)  | Arsen Galsťan (RUS)          | Hiroaki Hiraoka (JPN) |
| −66 kg    | Džunpei Morišita (JPN) | Leandro Cunha (BRA)     | Chašbátaryn Cagánbátar (MGL) | Loïc Korval (FRA)     |
| −73 kg    | Hirojuki Akimoto (JPN) | Dex Elmont (NED)        | Wang Ki-čchun (KOR)          | Jasuhiro Awano (JPN)  |
| −81 kg    | Kim Če-pom (KOR)       | Leandro Guilheiro (BRA) | Masahiro Takamacu (JPN)      | Euan Burton (GBR)     |
| −90 kg    | Ilias Iliadis (GRE)    | Daiki Nišijama (JPN)    | Elchan Mammadov (AZE)        | Kirill Děnisov (RUS)  |
| −100 kg   | Takamasa Anai (JPN)    | Henk Grol (NED)         | Oreidis Despaigne (CUB)      | Thierry Fabre (FRA)   |
| +100 kg   | Teddy Riner (FRA)      | Andreas Tölzer (GER)    | Matthieu Bataille (FRA)      | Islám al-Šihábí (EGY) |

### Ženy
| Kategorie | Zlato                   | Stříbro                  | Bronz                      | Bronz                     |
| --------- | ----------------------- | ------------------------ | -------------------------- | ------------------------- |
| −48 kg    | Haruna Asamiová (JPN)   | Tomoko Fukumiová (JPN)   | Alina Dumitruová (ROU)     | Sarah Menezesová (BRA)    |
| −52 kg    | Juka Nišidaová (JPN)    | Misato Nakamuraová (JPN) | Natalja Kuzjutinová (RUS)  | Mönchbátaryn Bundmá (MGL) |
| −57 kg    | Kaori Macumotová (JPN)  | Telma Monteirová (POR)   | Sabrina Filzmoserová (AUT) | Julieta Bukuvalaová (GRE) |
| −63 kg    | Jošie Uenová (JPN)      | Miki Tanakaová (JPN)     | Yaritza Abelová (CUB)      | Ramilə Yusubovová (AZE)   |
| −70 kg    | Lucie Décosseová (FRA)  | Anett Mészárosová (HUN)  | Joriko Kuniharaová (JPN)   | Raša Sraková (SLO)        |
| −78 kg    | Kayla Harrisonová (USA) | Mayra Aguiarová (BRA)    | Akari Ogataová (JPN)       | Jang Siou-li (CHN)        |
| +78 kg    | Mika Sugimotová (JPN)   | Čchin Čchien (CHN)       | Idalis Ortízová (CUB)      | Maki Cukadaová (JPN)      |